# Riječni režim
Riječni režim je obilježje otjecanja neke tekućice, tj. raspodjela vodostaja protoka na rijeci tijekom godine i pokazuje na koji način se voda opskrbljuje. Za potpuno razumijevanje potrebno je pratiti i pojavu srednjih i izrazito visokih i niskih voda. Riječni režim ovisi o raspodjeli raspoloživih prirodnih izvora opskrbe tekućice vodom (temeljnicom, kišnicom, sočnicom (kopnjenjem ledenjaka), snježnicom) kao i o iskorištavanju vode tekućice (natapanje, vodoopskrba, hidroenergija i drugo). Riječni režimi najčešće se prikazuju kao dijagrami. Praćenje riječnog režima važno je zbog obrane od poplava, riječne plovidbe, opskrbe vodom i hidroelektrana.
Ovisno o vrsti vode kojom se rijeka napaja, postoje: kišni ili pluvijalni režim, snježni ili nivalni režim i ledenjački ili glacijalni režim, te također mnogi kombinirani tipovi.